# Комикс-Арт
Comix-ART («Комикс-Арт») — импринт издательства «Домино», работавший в сотрудничестве с компанией «Эксмо». Был создан в 2008 году. Специализировался на выпуске переводной манги (договоры с издательствами Shueisha, Gentosha, Hakusensha, Shonen Gahosha, Kadokawa Shoten и Kodansha), комиксов (договор с издательством Tokyopop) и графических романов (договор с издательством Vertigo). Изначально продукция выходила под лейблом «Эксмо». Манга публикуется не в зеркальном отражении, а в естественном для японских книг формате (читается справа-налево). «Эксмо» выпускало мангу большим тиражом, как книги популярных писателей, в частности, тираж «Наруто» составил 25 тысяч экземпляров.
6 марта 2012 года было объявлено о прекращении сотрудничества «Комикс-Арта» и «Эксмо». Права на всю мангу остались у «Эксмо», права на аниме One Piece — у «Комикс-Арта».
17 декабря 2012 года было объявлено о приобретении издательством «Комикс-Арт» совместно с издательством «Азбука-Аттикус» прав на издание в России 7 комиксов от издательства DC («Хранители», «V — значит вендетта», Absolute Death, Books of Magic, «Бэтмен: Тихо!», «Бэтмен. Лечебница Аркхем. Дом скорби на скорбной земле», «Супермен: Земля-1»).

## Выпускаемая продукция
| - C-R-O-S-S (с декабря 2009) - Drug-On. Кровь дракона (с октября 2009 года) - One Piece (с февраля 2012 года) - С любовью, Хина (с апреля 2011) - Skip Beat! Не сдавайся! (с февраля 2011 года) - X (с февраля 2011 года) - Берсерк (выходит с июня 2010 года) - Блич (с декабря 2008 года) - Двери Хаоса (с декабря 2008 года) - Жемчуг дракона (с апреля 2010 года) - Клеймор (с ноября 2009 года) - Корзинка фруктов (с октября 2010 года) - Король-шаман (с мая 2011 года) - Красный сад (с октября 2009 года) - Кровь+ (с сентября 2011 года) - Кровь Триединства - Легенда о вампире - Наруто (с ноября 2008 года) - Обитель ангелов (с ноября 2010 года) - Пожиратели призраков (с декабря 2009 года) - Принцесса Аи - Притяжение (с октября 2010 года) - Роковой поцелуй (с июня 2009 года) - Рыцарь-Вампир (с декабря 2010 года) - Сделано на небесах (с июля 2009 года) - Стальной алхимик (с 9 января 2012 года) - Тетрадь смерти (с октября 2008 года) - Тёмные материалы Кёко Карасумы (с октября 2009 года) - Триган (с ноября 2011 года по январь 2012 года) - Хеллсинг (с июня 2011 года) | - Невеста дьявола (с декабря 2008 года) - Warcraft: Трилогия Солнечного родника - Warcraft: Легенды (с мая 2009 года) - StarCraft. Академия призраков - StarCraft. Передовая (с февраля 2009 года) - Бизенгаст - Ван Вон Хантер - Ночная школа (с апреля 2011 года) - Сновидения - Сокровищница - Тёмное метро (с декабря 2008 года) - Артемис Фаул. Графический роман - World of WarCraft. Багровый круг - The Sandman. Песочный человек (с ноября 2010 года) - Звёздная пыль - Люцифер (с апреля 2011 года) - Супермен: Земля-1 (с апреля 2013 года) - Лечебница Аркхем (2013 год) - Бэтмен: Тихо! (2013 год) - One Piece. Большой куш (130 серий) |

## Критика и отзывы
«АниМаг» неоднократно подвергает критике выбор шрифтов, который компания использует в манге. В манге «Принцесса Ай», пишет рецензент, шрифт «начинает серьёзно раздражать, ибо вместо „Аи“ все время тянет прочитать „Ди“». «Отнюдь не лучший выбор, когда без лупы нельзя отличить „А“ от „Д“ и „Ц“ от „И“», — пишут об издании «Наруто». В кругу поклонников манги также были замечены ошибки при переводе, в частности, диалогов и имён в «Наруто». Критиковали выбор системы Поливанова для транслитерации имён и названий и, в общем, перевод первых томов «Тетради смерти» и «Наруто» вызвал бурное негодование у фанатов.
Обозреватель Animemaniacs Magazine, напротив, положительно отзывается об издании «Тетради смерти»:

Перевод манги был выполнен хорошим литературным языком, с передачей настроения и характера героев. Разница с творчеством, выложенным в сети в свободное пользование, стала видна уже буквально с первых страниц.

Кроме того, рецензенту понравилось качество печати и хорошая бумага. В общем и целом, пишет он, «работа отечественных издателей производит крайне приятное впечатление своей основательностью и вниманием к мелочам».
Появление вслед за «Тетрадью смерти» лицензионного издания «Наруто» было воспринято как закономерное: «В отличие от десятитысячной „Тетради смерти“, потенциальный круг читателей „Наруто“ гораздо шире за счет детской аудитории, уже подготовленной к приему трансляцией сериала по каналу Jetix». Обозреватель Animemaniacs Magazine пишет, что не имеет претензий к качеству издания, но критикует перевод и замечает, что на месте «Эксмо» бы «прислушался к мнению людей, которые занимаются в сети мангой уже многие годы» — то есть сканлейтеров. В случае с «Блич» имеются отступления от системы Поливанова в переводе имён. Текст же, по мнению Animemaniacs Magazine, «переведен на порядок лучше „Наруто“. Нарекания у читающей публики вызывает размещение слов в пузырях и обилие переносов, а также потешные фактические ошибки, вроде путаницы в датах рождения персонажей».